# Stamnen
Stamnen (norwegisch für Bug) ist ein Berg im ostantarktischen Königin-Maud-Land. Er ragt 1,5 km nördlich des Gebirgskamms Babordsranten nahe dem südwestlichen Ende des Ahlmannryggen auf.
Norwegische Kartografen benannten den Berg deskriptiv und nahmen anhand von Luftaufnahmen und Vermessungen der Norwegisch-Britisch-Schwedischen Antarktisexpedition (1949–1952) eine Kartierung vor.